# Maximilian Schuster (Fußballspieler)
Maximilian Schuster (* 29. Juli 1998 in Simbach am Inn) ist ein deutscher Fußballspieler.

## Karriere
Schuster spielte zunächst beim ASCK Simbach am Inn, ehe er 2013 in die Akademie des österreichischen Klubs FC Red Bull Salzburg wechselte. Zur Saison 2016/17 rückte er in den Kader des zweitklassigen Farmteams FC Liefering auf.
Nachdem er im November 2016 erstmals im Kader gestanden war, debütierte er im März 2017 in der zweiten Liga, als er am 22. Spieltag jener Saison gegen den Floridsdorfer AC in der Startelf stand. In der Saison 2016/17 gewann er mit der U-19-Mannschaft des FC Red Bull Salzburg die UEFA Youth League. 
Nach der Saison 2017/18 verließ er Liefering. Im August 2018 wechselte er zum deutschen Regionalligisten SV Schalding-Heining. In der Saison 2018/19 bestritt er dort 20 von 30 möglichen Ligaspielen und ein Pokalspiel im Bayerischen Verbandspokal. In der infolge der COVID-19-Pandemie auf schließlich 2 Jahre gestreckten und dann doch abgebrochenen Saison 2019/21 waren es 11 Spiele. 
Im Juli 2022 wechselte er zum Salzburger AK 1914 in die drittklassige Regionalliga Salzburg. In seiner ersten Saison dort kam er auf 16 von 30 möglichen Ligaspielen, in denen er ein Tor schoss. Mit dem SAK stieg er zu Saisonende in die vierthöchste Spielklasse ab.

## Erfolge
- Vizemeister Erste Liga 2017
- UEFA Youth League: 2017
- ÖFB Jugendliga U-18: 2015 & 2016
- ÖFB Jugendliga U-16: 2015